# Knut Wolfgang Nörr
Knut Wolfgang Nörr (* 15. Januar 1935 in München; † 15. Januar 2018 in Tübingen) war ein deutscher Rechtswissenschaftler.

Sein Vater war Siegmund Nörr und von 1954 bis 1969 Richter am Bundesgerichtshof. Er legte 1952 die Reifeprüfung ab. Von 1953 bis 1955 absolvierte er eine Lehre zum Industriekaufmann. Zeitgleich studierte er Rechtswissenschaften an den Universitäten Heidelberg und München. Er legte 1957 das erste und 1962 das zweite juristische Staatsexamen ab. Zwei Jahre später wurde er promoviert mit einer von Johannes Heckel betreuten Arbeit über den Kardinal und Erzbischof von Palermo Nicolaus de Tudeschis. Anschließend nahm er 1960/1961 einen Studienaufenthalt an der Catholic University of America in Washington, D.C. Er habilitierte sich 1966 bei Wolfgang Kunkel und Siegfried Grundmann über das private Wissen des Richters im Mittelalter für die Fächer Römisches Recht, Neuere Privatrechtsgeschichte, Kirchenrecht und Bürgerliches Recht. Noch im Jahr 1966 wurde er im Alter von 31 Jahren ordentlicher Professor an der Universität Bonn. Ab 1971 lehrte er als Nachfolger von Dieter Medicus auf dem Lehrstuhl für Römisches und Bürgerliches Recht an der Eberhard-Karls-Universität Tübingen. In Tübingen gründete er das „Deutsch-ostasiatische Wissenschaftsforum“. Berufungen nach Augsburg (1974), auf den Direktorenposten des Max-Planck-Instituts für europäische Rechtsgeschichte in Frankfurt am Main (1978) und auf den Lehrstuhl seines Lehrers Stephan Kuttner in Berkeley/Kalifornien (1984) lehnte er ab.
Nörr erforschte eingehend die hochmittelalterliche Kanonistik, befasste sich epochenübergreifend mit den Entwicklungen des Zivilprozessrechts, widmete sich dem Privatrecht der Weimarer Republik und dem Recht der Wirtschaft in der Bundesrepublik. Ein weiterer Arbeitsschwerpunkt war die historische Rechtsphilosophie. In seiner Dissertation analysierte er die Lehren des Erzbischofs Nicolaus de Tudeschis (Panormitanus) über den Kirchenbegriff und die Kirchengewalt, das Verhältnis von Konzil und Papst, Kardinälen und Bischöfen. Nörr war von 1967 bis 2007 Mitherausgeber der Zeitschrift der Savigny-Stiftung für Rechtsgeschichte, Kanonistische Abteilung. Die Zeitschrift entwickelte sich durch Nörrs Wirken zu einem zentralen Forum für die internationalisierte Forschung zum mittelalterlichen kanonischen Recht. Außerdem war er Mitherausgeber der Comparative Studies in Continental and Anglo-American Legal History sowie der monographischen Reihe Beiträge zur Rechtsgeschichte des 20. Jahrhunderts. Nörr wurde 1970 auswärtiges wissenschaftliches Mitglied der Max-Planck-Gesellschaft und 1998 ordentliches Mitglied der Heidelberger Akademie der Wissenschaften. Er war korrespondierendes Mitglied der Akademien von Siena und Messina. Die Universität Siena und die Universität Yokohama (Toin-Universität) verliehen ihm die Ehrendoktorwürde. Nörr starb an seinem 83. Geburtstag. Er hinterlässt seine Frau und zwei Kinder. Er wurde auf dem Stadtfriedhof Tübingen begraben.

## Schriften
- Ein geschichtlicher Abriss des kontinentaleuropäischen Zivilprozesses (= Tübinger rechtswissenschaftliche Abhandlungen. Bd. 118). Mohr Siebeck, Tübingen 2015, ISBN 978-3-16-154258-9.
- Romanisch-kanonisches Prozessrecht. Erkenntnisverfahren erster Instanz in civilibus. Springer, Berlin 2012, ISBN 978-3-642-23482-8.
- Die Republik der Wirtschaft. Recht, Wirtschaft und Staat in der Geschichte Westdeutschlands (= Beiträge zur Rechtsgeschichte des 20. Jahrhunderts. Bd. 25 u. 53). Zwei Bände Mohr Siebeck, Tübingen 1999/2007.
- Die Leiden des Privatrechts. Kartelle in Deutschland von der Holzstoffkartellentscheidung zum Gesetz gegen Wettbewerbsbeschränkungen (= Beiträge zur Rechtsgeschichte des 20. Jahrhunderts. Bd. 11). Mohr, Tübingen 1994, ISBN 3-16-146226-2.
- Iudicium est actum trium personarum. Beiträge zur Geschichte des Zivilprozeßrechts in Europa (= Bibliotheca eruditorum. Bd. 4). Keip, Goldbach 1993, ISBN 3-8051-0203-8.
- Zwischen den Mühlsteinen. Eine Privatrechtsgeschichte der Weimarer Republik (= Beiträge zur Rechtsgeschichte des 20. Jahrhunderts. Bd. 1). Mohr, Tübingen 1988, ISBN 3-16-645324-5.
- Zur Stellung des Richters im gelehrten Prozeß der Frühzeit: Iudex secundum allegata non secundum conscientiam iudicat (= Münchener Universitätsschriften. Bd. 2). Beck, München 1967.
- Kirche und Konzil bei Nicolaus de Tudeschis (Panormitanus) (= Forschungen zur kirchlichen Rechtsgeschichte und zum Kirchenrecht. Bd. 4). Böhlau, Köln 1964.